# We Are All We Need
We Are All We Need è il quarto album del gruppo trance Inglese Above & Beyond, pubblicato il 16 gennaio 2015 dalla Anjunabeats.

## Tracce
1. Quieter Is Louder – 1:57
2. We're All We Need (feat. Zoë Johnston) – 4:22
3. Blue Sky Action (feat. Alex Vargas) – 4:44
4. Peace of Mind (feat. Zoë Johnston) – 4:31
5. Counting Down the Days (feat. Gemma Hayes) – 4:48
6. Sticky Fingers (feat. Alex Vargas) – 3:29
7. Hello – 4:05
8. Little Something (feat. Justine Suissa) – 5:11
9. All Over the World (feat. Alex Vargas) – 4:46
10. Fly to New York (feat. Zoë Johnston) – 5:21
11. Making Plans (feat. Alex Vargas) – 5:04
12. Out of Time – 4:12
13. Excuses – 5:45
14. Save Me (feat. Zoë Johnston) – 4:55
15. Sink the Lighthouse (feat. Alex Vargas) – 4:12
16. Treasure (feat. Zoë Johnston) – 3:46

## Curiosità
La traccia "Excuses" è cantata da Tony McGuinness, membro del trio Above & Beyond.